# 유종욱
유종욱(1966년 7월 28일 ~)은 대한민국의 기업인이다. 1985년 신일고등학교를 거쳐 1992년 국민대학교 영어영문학과를 졸업했다. 1990년대 후반에는 국내 정보제공업계에서 이른바 ‘천사IP'로 이름을 날렸다. 인터넷전문취업연합회(인취련) 3대 회장, 소호창업지원센터 초대 소장을 역임했으며 현재 (주)컴테크컨설팅의 총괄이사(부사장 COO), 건설워커와 메디컬잡의 운영자, 인취련 고문 등을 맡고 있다. 국내 건설업계 고용동향 전문가로도 활동 중이다.

## 학력
- 신일고등학교 졸업(1985년)
- 국민대학교 졸업(1992년, 85학번)

## 경력
- 2020년~ 현재 컴테크컨설팅 부사장
- 1999년~ 현재 건설워커, 메디컬잡 운영자
- 1999년~ 2019년 컴테크컨설팅 이사
- 2007년 인터넷전문취업연합회 회장
- 2006년 인터넷전문취업연합회 사무국장
- 1997년~2000년 컴테크 소호창업지원센터 소장
- 1991년~1996년 3차원 건축설계프로그램 AutoARC시리즈 개발자
- 1991년~1996년 Autodesk 공인개발자[11]

## 수상내역
- 2017년 6월 대한민국 파워리더 대상 '사회발전부문 일자리발전공헌 대상' 수상[12][13][14]

- 2016년 2월 대한민국 교육공헌 대상 '일자리공헌부문 대상' 수상[15][16][17]

## 생애

### 공인개발자 시절
1993년말 유종욱은 두 형(유종현, 유종민)과 함께 국내 최초로 3차원 건축설계프로그램 '오토아크 프로'를 개발, 화제가 됐다. '오토아크 프로'는 건축설계시 컴퓨터로 도면을 그리는 것은 물론 이 건물이 완성됐을 때의 모습을 입체적으로 보여주는 3차원 캐드 프로그램이다. 건축설계를 해본 사람이라면 누구나 며칠만 교육받으면 사용할 수 있을 만큼 편하게 만들어졌다. '오토아크 프로'의 전단계인 2차원 설계프로그램 '오토아크'는 당시 60여군데의 국내 설계사무소에서 사용되고 있었다. 이들이 만든 설계 프로그램 '오토아크 시리즈'는 CAD 전문학원과 실업계 고등학교에서 교재로 쓰일 만큼 인정받았다.

### 취업정보 전문가 활동
1997년 유종욱은 형 유종현과 함께 천리안, 하이텔, 유니텔, 나우누리 등에 '건설/건축/인테리어 취업정보' 코너를 만들었다. 이 정보는 개설되자마자 각 통신업체 전체 매출 랭킹 순위에서 모두 20위안에 들 정도로 인기가 높았으며, 취업분야에서는 선두그룹이었다. 이 정보는 2년 뒤인 1999년 7월 인터넷 건설워커로 탈바꿈했다. 한때 오토캐드 공인개발자로 이름을 날렸던 유종욱은 이를 계기로 취업정보 전문가로 변신, 지금까지 계속 활동하고 있다. 2007년 인터넷전문취업연합회(인취련) 3대 회장을 역임했고 이후 인취련 고문을 맡고 있다.

### 건설 고용동향 전문가 활동
유종욱은 국내 건설업계 고용동향 전문가로도 활동하고 있다. 월별 채용공고 증감 등 건설업 고용동향 분석, 건설업 고용시장 전망, 여론조사 및 설문조사 등 각종 통계 자료를 작성해서 발표하고 있다. 대한건설협회, 해외건설협회, 한국산업인력공단 등 유관기관 연계활동의 창구역할도 맡고 있다. 또 새벽 인력시장에 나가 일감을 구했던 건설 기능인력과 일용직 노동자들이 온라인에서 편하게 일자리를 구할 수 있게 도와주는데도, 앞장서고 있다.

### 천사IP 별칭
유종욱은 1990년대 후반 국내 정보제공업계에서 이른바 ‘천사IP'로 이름을 날렸다. 천사IP는 PC통신이나 인터넷으로 각종 정보를 제공하고, 월평균 1천만원 이상의 고소득을 올리는 '파워 정보제공업자'(IP, Information Provider)를 말한다. 소자본 창업붐이 일면서 일확천금을 꿈꾸는 젊은이들 사이에 번진 속어다.

## 같이 보기
- 유종현
- 대한건설협회
- 해외건설협회
- 한국건설기술인협회